# تارانت (آلاباما)
تارانت (به انگلیسی: Tarrant) شهرکی در شهرستان جفرسون ایالت آلاباما است که مساحت آن ۱۶٫۵۵ کیلومترمربع است و در سرشماری سال ۲۰۱۰ میلادی، ۶٬۳۹۷ نفر جمعیت داشته و تراکم جمعیتی آن، ۳۸۶٫۵۳ نفر در کیلومترمربع بوده است.